# Copa Libertadores de Fútbol Playa 2018
La Copa Libertadores de Fútbol Playa 2018 fue un torneo de clubes de fútbol playa de Sudamérica que se realizó en Río de Janeiro, (Brasil). Fue la tercera edición del certamen, organizado por la Confederación Sudamericana de Fútbol en colaboración con entidades locales: la Confederación Brasileña de Fútbol (CBF) y la Confederación Brasilera de Fútbol Playa (CBSB). El torneo se jugó del 26 de noviembre al 2 de diciembre. El campeón fue el Vitória de Brasil, que logró su primer título en este torneo, y el tercero que gana un club brasileño.

## Equipos participantes
Doce equipos calificaron para participar; cada campeón nacional de liga de las diez naciones sudamericanas que son miembros de CONMEBOL, más un club adicional del país anfitrión y los campeones defensores.
| País      | Representantes |
| --------- | -------------- |
| Argentina | Acassuso       |
| Bolivia   | Hamacas        |
| Brasil 1  | Vasco da Gama  |
| Brasil 1  | Sampaio Corrêa |
| Brasil 1  | Vitória        |
| Chile     | Code Iquique   |

| País      | Representantes          |
| --------- | ----------------------- |
| Colombia  | La 25 Export            |
| Ecuador   | Delfín Sporting Club    |
| Paraguay  | Náutico Puerta del Lago |
| Perú      | Tito Drago              |
| Uruguay   | Bella Vista             |
| Venezuela | Monagas Dífalo          |

1. Brasil ingresa con tres representantes: A: Vasco da Gama clasifica como el campeón defensor. B: los campeones de la liga brasileña, Sampaio Corrêa. C: El país anfitrión también recibe un cupo adicional que fue para el subcampeón de la liga, Vitória.

## Fase de grupos

### Grupo A
| Equipo                  | Pts. | PJ | PG | PG+ | PP | GF | GC | Dif. |
| ----------------------- | ---- | -- | -- | --- | -- | -- | -- | ---- |
| Vasco da Gama           | 9    | 3  | 3  | 0   | 0  | 26 | 12 | +14  |
| La 25 Export            | 6    | 3  | 2  | 0   | 1  | 14 | 18 | -4   |
| Náutico Puerta del Lago | 3    | 3  | 1  | 0   | 2  | 21 | 20 | +1   |
| Delfín Sporting         | 0    | 3  | 0  | 0   | 3  | 13 | 24 | -11  |

| 26 de noviembre de 2018 | Vasco da Gama | 10-7    | Náutico Puerta del Lago | Parque Olímpico de Río de Janeiro, Río de Janeiro |  |
| 15:45                   |               | Reporte |                         |                                                   |  |

| 26 de noviembre de 2018 | Delfín Sporting | 5-7     | La 25 Export | Parque Olímpico de Río de Janeiro, Río de Janeiro |  |
| 17:00                   |                 | Reporte |              |                                                   |  |

| 27 de noviembre de 2018 | Vasco da Gama | 7-3     | Delfín Sporting | Parque Olímpico de Río de Janeiro, Río de Janeiro |  |
| 15:45                   |               | Reporte |                 |                                                   |  |

| 27 de noviembre de 2018 | Náutico Puerta del Lago | 4-5     | La 25 Export | Parque Olímpico de Río de Janeiro, Río de Janeiro |  |
| 17:00                   |                         | Reporte |              |                                                   |  |

| 28 de noviembre de 2018 | La 25 Export | 2-9     | Vasco da Gama | Parque Olímpico de Río de Janeiro, Río de Janeiro |  |
| 11:15                   |              | Reporte |               |                                                   |  |

| 28 de noviembre de 2018 | Náutico Puerta del Lago | 10-5    | Delfín Sporting | Parque Olímpico de Río de Janeiro, Río de Janeiro |  |
| 14:30                   |                         | Reporte |                 |                                                   |  |

### Grupo  B
| Equipo         | Pts. | PJ | PG | PG+ | PP | GF | GC | Dif. |
| -------------- | ---- | -- | -- | --- | -- | -- | -- | ---- |
| Sampaio Corrêa | 9    | 3  | 3  | 0   | 0  | 31 | 7  | +24  |
| Hamacas        | 3    | 3  | 1  | 0   | 2  | 9  | 11 | -2   |
| Tito Drago     | 3    | 3  | 1  | 0   | 2  | 11 | 18 | -7   |
| Code Iquique   | 3    | 3  | 1  | 0   | 2  | 7  | 22 | -15  |

| 26 de noviembre de 2018 | Sampaio Corrêa | 7-1     | Hamacas | Parque Olímpico de Río de Janeiro, Río de Janeiro |  |
| 11:15                   |                | Reporte |         |                                                   |  |

| 26 de noviembre de 2018 | Code Iquique | 5-3     | Tito Drago | Parque Olímpico de Río de Janeiro, Río de Janeiro |  |
| 14:30                   |              | Reporte |            |                                                   |  |

| 27 de noviembre de 2018 | Sampaio Corrêa | 14-2    | Code Iquique | Parque Olímpico de Río de Janeiro, Río de Janeiro |  |
| 11:15                   |                | Reporte |              |                                                   |  |

| 27 de noviembre de 2018 | Hamacas | 3-4     | Tito Drago | Parque Olímpico de Río de Janeiro, Río de Janeiro |  |
| 14:30                   |         | Reporte |            |                                                   |  |

| 28 de noviembre de 2018 | Tito Drago | 4-10    | Sampaio Corrêa | Parque Olímpico de Río de Janeiro, Río de Janeiro |  |
| 8:30                    |            | Reporte |                |                                                   |  |

| 28 de noviembre de 2018 | Hamacas | 5-0     | Code Iquique | Parque Olímpico de Río de Janeiro, Río de Janeiro |  |
| 9:45                    |         | Reporte |              |                                                   |  |

### Grupo C
| Equipo         | Pts. | PJ | PG | PG+ | PP | GF | GC | Dif. |
| -------------- | ---- | -- | -- | --- | -- | -- | -- | ---- |
| Vitória        | 7    | 3  | 2  | 1   | 0  | 16 | 9  | +7   |
| Acassuso       | 3    | 3  | 1  | 0   | 2  | 11 | 14 | -3   |
| Bellavista     | 3    | 3  | 1  | 0   | 2  | 15 | 16 | -1   |
| Monagas Dífalo | 1    | 3  | 0  | 1   | 2  | 16 | 19 | -3   |

| 26 de noviembre de 2018 | Bellavista | 9-7     | Monagas Dífalo | Parque Olímpico de Río de Janeiro, Río de Janeiro |  |
| 8:30                    |            | Reporte |                |                                                   |  |

| 26 de noviembre de 2018 | Acassuso | 1-7     | Vitória | Parque Olímpico de Río de Janeiro, Río de Janeiro |  |
| 9:45                    |          | Reporte |         |                                                   |  |

| 27 de noviembre de 2018 | Bellavista | 1-4     | Acassuso | Parque Olímpico de Río de Janeiro, Río de Janeiro |  |
| 8:30                    |            | Reporte |          |                                                   |  |

| 27 de noviembre de 2018 | Monagas Dífalo | 3-4     | Vitória | Parque Olímpico de Río de Janeiro, Río de Janeiro |  |
| 9:45                    |                | Reporte |         |                                                   |  |

| 28 de noviembre de 2018 | Vitória | 5-5 (t. s.)(3-2 p.) | Bellavista | Parque Olímpico de Río de Janeiro, Río de Janeiro |  |
| 15:45                   |         | Reporte             |            |                                                   |  |

| 28 de noviembre de 2018 | Monagas Dífalo | 6-6 (t. s.)(3-1 p.) | Acassuso | Parque Olímpico de Río de Janeiro, Río de Janeiro |  |
| 17:00                   |                | Reporte             |          |                                                   |  |

### Clasificación de los terceros colocados
| Equipo                  | Pts. | PJ | PG | PG+ | PP | GF | GC | Dif. |
| ----------------------- | ---- | -- | -- | --- | -- | -- | -- | ---- |
| Náutico Puerta del Lago | 3    | 3  | 1  | 0   | 2  | 21 | 20 | +1   |
| Bellavista              | 3    | 3  | 1  | 0   | 2  | 15 | 16 | -1   |
| Tito Drago              | 3    | 3  | 1  | 0   | 2  | 11 | 18 | -7   |

## Fase final

### Cuartos de final
| 30 de noviembre de 2018 | Hamacas | 2-5     | Acassuso | Parque Olímpico de Río de Janeiro, Río de Janeiro |  |
| 9:45                    |         | Reporte |          |                                                   |  |

| 30 de noviembre de 2018 | Sampaio Corrêa | 7-2     | Náutico Puerta del Lago | Parque Olímpico de Río de Janeiro, Río de Janeiro |  |
| 11:15                   |                | Reporte |                         |                                                   |  |

| 30 de noviembre de 2018 | Vitória | 6-0     | La 25 Export | Parque Olímpico de Río de Janeiro, Río de Janeiro |  |
| 15:45                   |         | Reporte |              |                                                   |  |

| 30 de noviembre de 2018 | Vasco da Gama | 6-4     | Bellavista | Parque Olímpico de Río de Janeiro, Río de Janeiro |  |
| 17:00                   |               | Reporte |            |                                                   |  |

### Semifinales
| 1 de diciembre de 2018 | Sampaio Corrêa | 6-6 (t. s.)(2-3 p.) | Vitória | Parque Olímpico de Río de Janeiro, Río de Janeiro |  |
| 10:30                  |                | Reporte             |         |                                                   |  |

| 1 de diciembre de 2018 | Vasco da Gama | 5:4     | Acassuso | Parque Olímpico de Río de Janeiro, Río de Janeiro |  |
| 11:45                  |               | Reporte |          |                                                   |  |

### Disputa del tercer lugar
| 2 de diciembre de 2018 | Acassuso          | 4:5     | Sampaio Corrêa           | Parque Olímpico de Río de Janeiro, Río de Janeiro |  |
| 11:45                  | Bordon · Tarabini | Reporte | Eudin · Rodrigo · Felipe |                                                   |  |

### Final
| 2 de diciembre de 2018 | Vitória                                      | 8-8 (t. s.)(3-2 p.)        | Vasco da Gama                            | Parque Olímpico de Río de Janeiro, Río de Janeiro |  |
| 10:30                  | Nelito · Reyder · Thiago · Mauricinho (a.g.) | Reporte                    | Jordan · Antônio · Mauricinho · Benjinha |                                                   |  |
|                        |                                              | Tiros desde el punto penal |                                          |                                                   |  |
|                        | Anderson · Sidney · Nelito                   |                            | Antonio · Rafinha · Bokinha              |                                                   |  |

Vitória

Campeón

1.º título

## Clasificación final
| 1. Vitória                 |
| 2. Vasco da Gama           |
| 3. Sampaio Corrêa          |
| 4. Acassuso                |
| 5. Bellavista              |
| 6. Hamacas                 |
| 7. Náutico Puerta del Lago |
| 8. La 25 Export            |
| 9. Tito Drago              |
| 10. Code Iquique           |
| 11. Monagas Dífalo         |
| 12. Delfín Sporting        |